# Karl von Bülow
Karl Wilhelm Paul von Bülow (Berlin, 24. travnja 1846. – Berlin, 31. kolovoza 1921.) je bio njemački feldmaršal i vojni zapovjednik. Tijekom Prvog svjetskog rata zapovijedao je 2. armijom na Zapadnom bojištu.

## Vojna karijera
Karl von Bülow rođen je 24. travnja 1846. godine u pruskoj vojničkoj obitelji jer su i njegov otac i njegov djed imali vojničke karijere. U prusku vojsku stupio je u prosincu 1864. služeći u 2. gardijskoj pukovniji u Berlinu. Godine 1866. sudjeluje Austrijsko-pruskom ratu nakon čega se od srpnja 1870. nalazi na službi u 2. gardijskoj landverskoj pukovniji gdje obnaša dužnost pobočnika bojne. Tijekom 1870. – 71 sudjeluje je i Prusko-francuskom ratu u kojem je odlikovan Željeznim križem. Od veljače 1871. ponovno se nalazi na službi u 2. gardijskoj pukovniji pješaštva. U prosincu te iste godine promaknut je u čin poručnika, nakon čega je u veljači 1872. raspoređen na službu u inspekciju za pješaštvo. Od svibnja 1876. ponovno se nalazi na službi u 2. gardijskoj pukovniji pješaštva, nakon čega je u travnju 1877. unaprijeđen u čin satnika, te s tim činom raspoređen u Glavni stožer. U lipnju 1877. premješten je u IX, korpus gdje služi u stožeru korpusa, da bi od ožujka 1881. služio u stožeru 4. pješačke divizije smještene u Brombergu. U navedenoj diviziji nalazi se do siječnja 1884. kada je imenovan zapovjednikom satnije u 7. turinškoj pješačkoj pukovniji. Od ožujka 1885. ponovno s nalazi na službi u Glavnom stožeru, gdje se kratko zadržava, s obzirom na to da u je u travnju promaknut u čin bojnika, te premješten u stožer II. korpusa sa sjedištem u Stettinu. U rujnu 1887. ponovno je premješten u Glavni stožer da bi u lipnju 1890. bio imenovan načelnikom stožera prestižnog Gardijskog korpusa. Tijekom te službe u studenom 1890. unaprijeđen je u čin potpukovnika, te u lipnju 1893. u čin pukovnika.
U siječnju 1894. Bülow postaje zapovjednikom 4. gardijske pukovnije pješaštva. Predmetnom pukovnijom zapovijeda iduće tri godine, do veljače 1897., kada je imenovan načelnikom središnjeg odjela pruskog ministarstva rata. Tijekom službe u ministarstvu rata u ožujku 1897. promaknut je u čin general bojnika, te u svibnju 1900. u čin general poručnika. U travnju 1901. imenovan je zapovjednikom 2. gardijske pješačke divizije kojom zapovijeda do ožujka 1902. kada postaje zamjenikom načelnika Glavnog stožera Alfreda von Schlieffena. Na navedenoj dužnosti nalazi se do siječnja 1903. kada je imenovan zapovjednikom III. korpusa sa sjedištem u Berlinu. U rujnu 1904. unaprijeđen je u čin generala pješaštva, nakon čega je u rujnu 1912. promaknut u čin general pukovnika, te imenovan zapovjednikom III. vojnog područja sa sjedištem u Hannoveru. 

## Prvi svjetski rat
Početkom Prvog svjetskog rata Bülow je postao zapovjednikom njemačke 2. armije koja je zajedno s 1. i 3. armijom bila dio jakog njemačkog desnog krila koje je sukladno Schlieffenovom planu trebala preko Belgije prodrijeti u Francusku. U sklopu tog plana Bülow je početkom rata bio nadređen zapovjednicima 1. i 3. armije generalu Aleksanderu von Klucku i generalu Maxu von Hausenu. Bülow je po prirodi bio dosta oprezan, što je smetalo zapovjedniku njemačke 1. armije Klucku koji se Glavnom stožeru žalio na Bülowa da je jednostavno prespor. Bülow u to vrijeme nije bio najboljeg zdravlja tako da je 17. kolovoza 1914. načelnik njemačkog Glavnog stožera Helmuth von Moltke zbog nesuglasica između Bülowa i Klucka odlučio da stavi izvan snage odluku od 9. kolovoza da 1. armija bude podređena 2. armiji.
Neovisno o nesuglasicama s Kluckom, Bülowljeva 2. armija je u početnim operacijama bilježila je uspjehe. Tako je 22. – 23. kolovoza zauzela tvrđavu Namur, te u Bitki kod Charleroia porazila francusku 5. armiju generala Charlesa Lanrezaca. Međutim, ušavši u Francusku pojavila se 50 kilometarska praznina između njemačke 1. i njemačke 2. armije. Navedena praznina zabrinjavala je Bulowa, te je odlučeno da se Kluckova armija vrati prema 2. armiji. Uslijedio je protunapad Britanskih ekspedicijskih snaga i francuske 5. armije pod novim zapovjednikom generalom Franchet d'Espereyom, te su njemačke snage poražene u Prvoj bitci na Marni zbog čega su se povukle do rijeke Aisne. Napadi saveznika na njemačku 1. i 2. armiju u Prvoj bitci na Aisnei bili su odbijeni nakon čega je uslijedilo razdoblje rovovskog ratovanja.

## Umirovljenje i smrt
Bülow je 27. siječnja 1915. unaprijeđen u feldmaršala. U ožujku 1915. pretrpio je srčanu udar zbog čega je 4. travnja 1915. ustupio zapovjedništvo 2. armije Fritzu von Belowu. Istog dana kada je prepustio zapovjedništvo 2. armije odlikovan je ordenom Pour le Mérite. Bulow je stavljen na raspolaganje Glavnom stožeru, ali, iako se želio vratiti u aktivnu službu, novo zapovjedništvo nije dobio, te je umirovljen 22. lipnja 1916. godine. Do svoje smrti živio je u Berlinu u kojem je i umro 31. kolovoza 1921. godine. Od lipnja 1883. bio je oženjen s Molly von Kracht s kojom je imao troje djece i to kći Alexandru, te sinove Bussa i Vicca.

## Vanjske poveznice
(eng.) Karl von Bülow na stranici First World War.com

(eng.) Karla von Bülow na stranici Historyofwar.com

(eng.) Karl von Bülow na stranici Prussianmachine.com

(njem.) Karl von Bülow na stranici Deutschland14-18.de
| Prethodnik: | Zapovjednik 2. armije Karl von Bülow | Nasljednik:     |
| nitko       | Zapovjednik 2. armije Karl von Bülow | Fritz von Below |